# Port lotniczy Puerto Seco
Port lotniczy Puerto Seco – mały port lotniczy zlokalizowany w mieście Discovery Bay, na Jamajce.